# Вейпорт
Вейпорт (нід. Weipoort) — село в провінції Південна Голландія, Нідерланди. Підпорядковується муніципалітету Зутервауде. Населення — 350 осіб (2014 р.).

## Географія
Село Вейпорт розташоване на схід від головного міста муніципалітету Зутервауде-Дорп і за 6 км на північ від міста Зутервауде, вздовж головної вулиці Вейпортсевег (нід. Weipoortseweg, укр. Вейспортський шлях). Паралельно до Вейспортсевегу протікає річка Вейспортсе-Вліт (нід. Weipoortsche Vliet).
Раніше Вейпорт був сільськогосподарським регіоном, тут збереглося кілька старовинних фермерських господарств. У XXI столітті це вельми дорогий житловий район муніципалітету Зутервауде.

## Пам'ятки
На території Вейпорту знаходиться 28 пам'яток історії та архітектури, внесених до Державного реєстру пам'яток. Усі пам'ятки — це ферми або допоміжні споруди сільськогосподарського призначення, усі розташовані на вулиці Вейспортсевег:
- № 1 — ферма «Langgerekt», приблизно XVII століття;
- № 2 — ферма XVII–XVIII століття;
- № 32 — ферма з літнім будинком, приблизно XVII століття;
- № 52 — ферма «Weltevreden», XVII століття;
- № 54 — ферма XVII століття;
- № 55 — ферма «Oude Brouckhoeve» (перша половина XVII століття) та будівлі сільськогосподарських служб (XVII — початок XX століття);
- № 67 — ферма XVII століття;
- № 69 — ферма «Veldzigt» з літнім будинком і будівлями сільськогосподарських служб (XVII століття);
- № 72 — ферма «Altijd Zorg» (XVII століття) та будівлі сільськогосподарських служб (1900–1925 роки);
- № 76 — ферма «Vredelust» з літнім будинком, XVII століття;
- № 83 — ферма, зведена 1868 року;
- № 90 — ферма та будівлі сільськогосподарських служб (XVII століття);
- № 96 — ферма «Langgerekt», XVII століття;
- № 97 — ферма XVII століття.

## Галерея

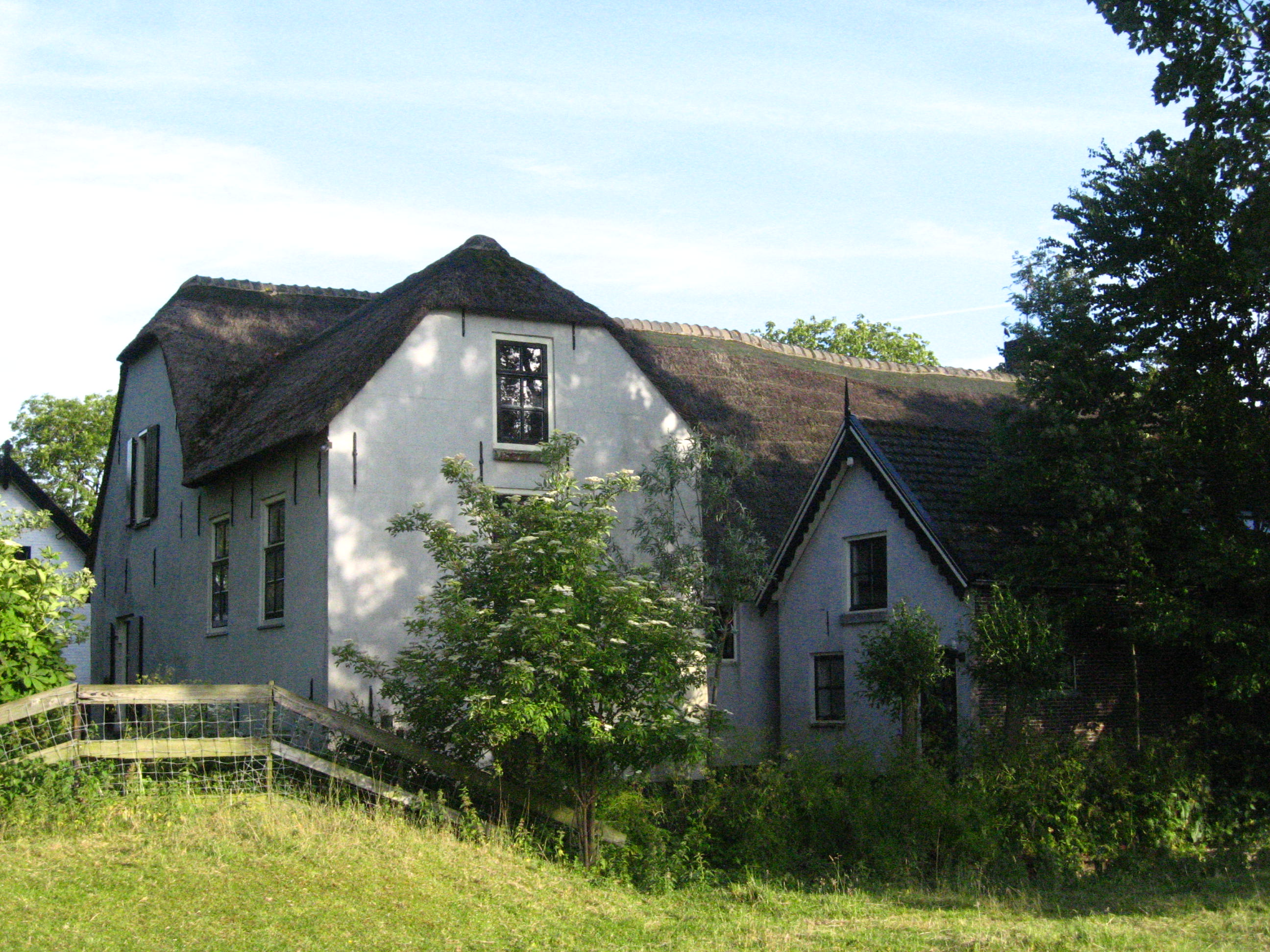
Будинок № 1
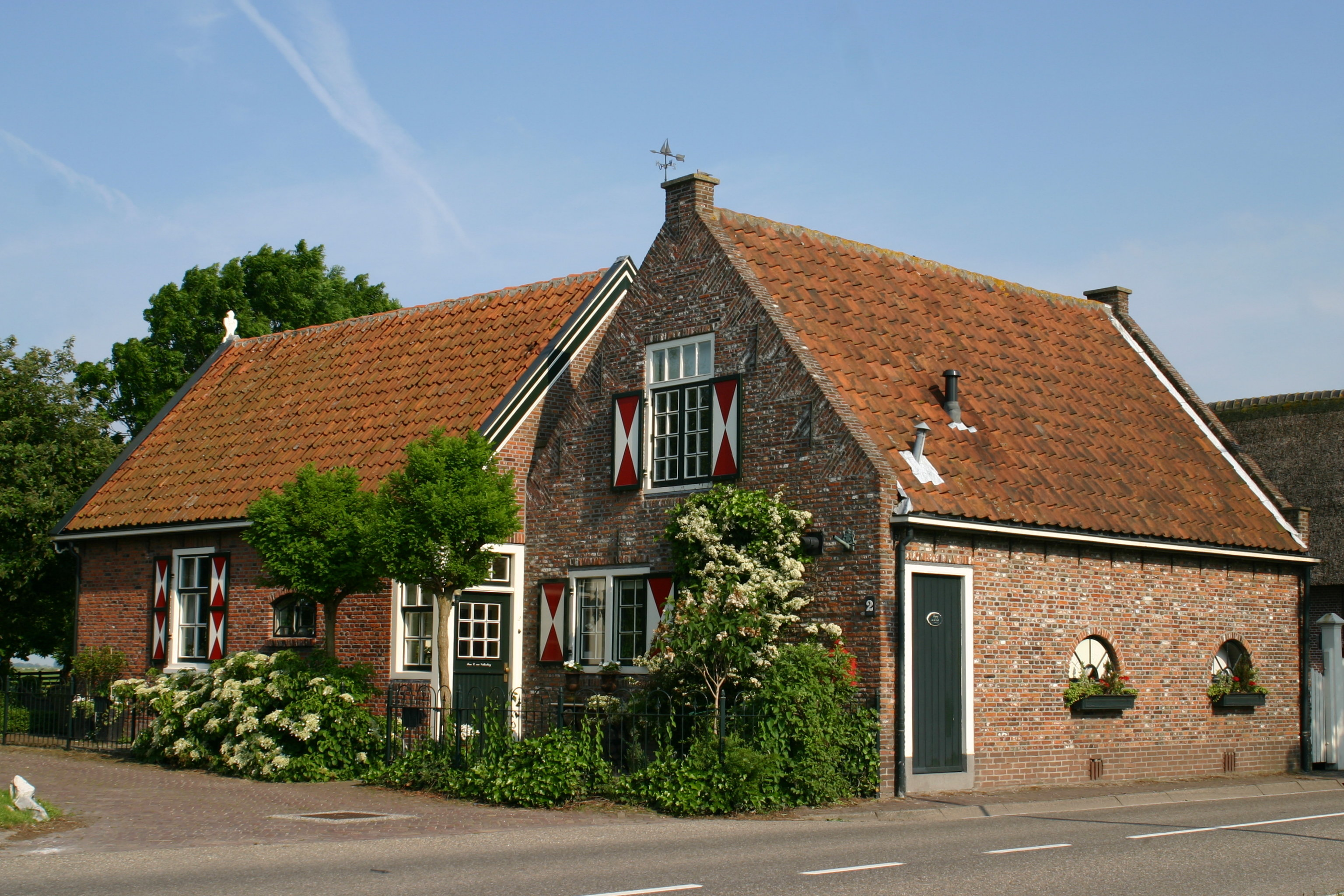
Будинок № 2
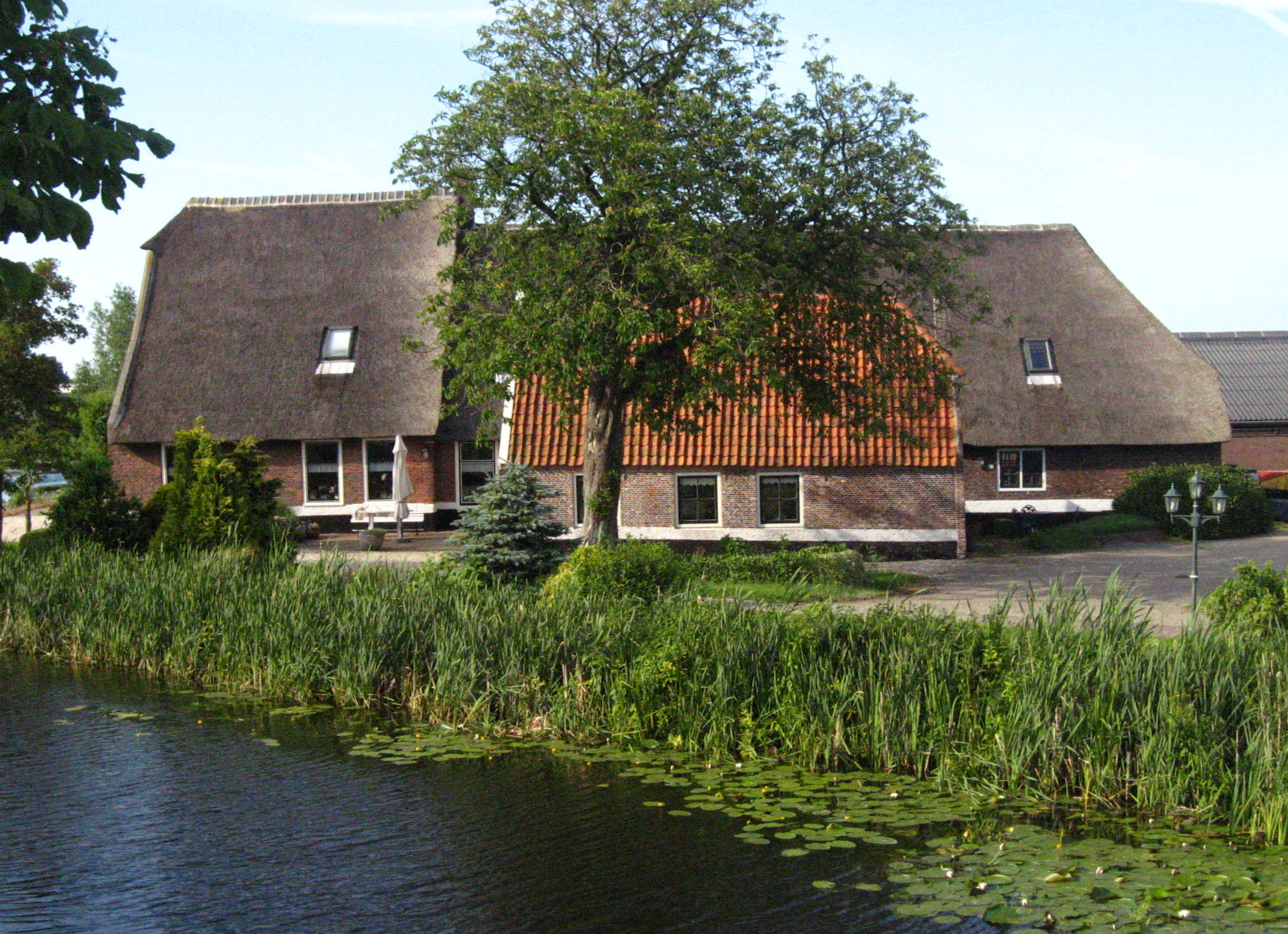
Будинок № 32
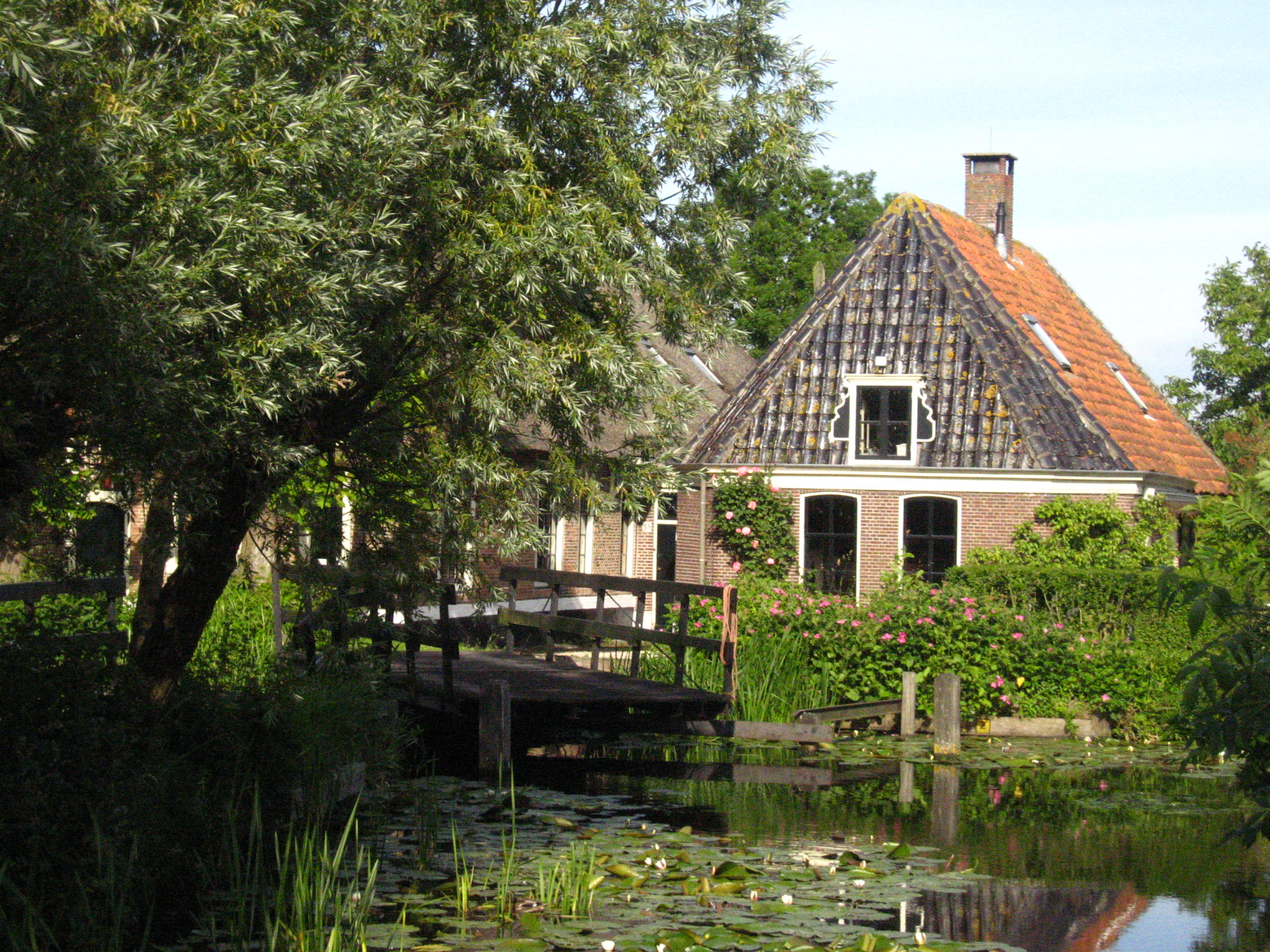
Будинок № 55
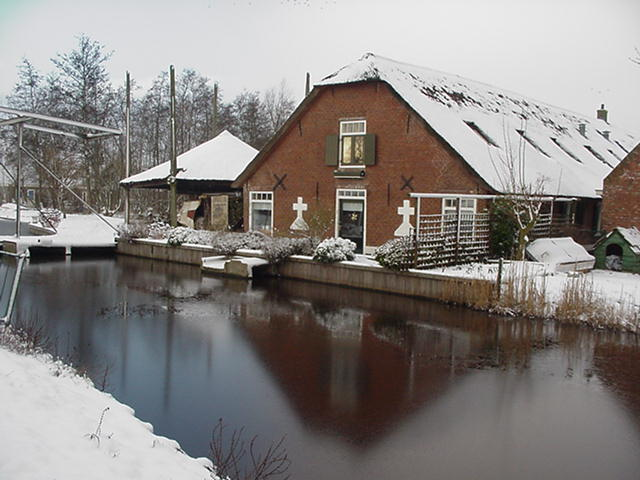
Будинок № 69